# Olivgelber Weihrauch-Schleimkopf
Der Olivgelbe Weihrauch-Schleimkopf (Cortinarius subtortus) ist ein Blätterpilz aus der Familie der Schleierlingsverwandten (Cortinariaceae). Seine Fruchtkörper sind in Farben von olivgelb bis schmutzig olivgrün gefärbt. Der Pilz riecht nach Zedernöl oder Weihrauch und schmeckt bitter. Mikroskopisch sind die fast runden Sporen und das Vorkommen von Zystiden kennzeichnend. Der Mykorrhizapilz ist mit Fichten vergesellschaftet. Die Fruchtkörper des ungenießbaren Schleierlings erscheinen von Juli bis Oktober in feuchten Fichtenwäldern. Er wird auch Weihrauch-Schleimkopf oder Olivgelber Schleimkopf genannt.

## Merkmale

### Makroskopische Merkmale
Der stumpf oliv-gelbe oder ocker-bräunliche (mit mehr oder weniger olivgrünem Ton) Hut misst (3)5–7 cm. Er ist anfangs rundlich gewölbt und später polsterförmig ausgebreitet. Der Rand bleibt lange eingerollt und ist jung oft mit Velumresten behangen. Die Hutfläche ist schwach eingewachsen faserig. Trocken ist sie matt und fühlt sich fettig oder klebrig an, feucht ist sie schmierig.
Die ziemlich entfernt stehenden Lamellen sind ähnlich wie der Hut gefärbt oder düsterer. Sie sind mehr oder weniger olivgrau und im Alter dunkel rostbraun, ihre Schneiden sind laut Laux weißlich. Die Lamellen sind am Stiel angewachsen oder können kurz daran herablaufen. Das Sporenpulver ist zimtbraun bis braun-gelblich.
Der Stiel ist etwa 4–8(10) cm lang und 0,5–1,5 cm breit. Er ist blassocker und nahezu gleichfarben zum Hut. Gelegentlich kann er auch schwach gelblich zoniert sein. Er ist mehr oder weniger zylindrisch oder leicht keulenförmig. Der Schleier ist flüchtig.
Das Fleisch ist blass weißlich bis blassocker und riecht mehr oder weniger nach Zedernöl (Bleistiftholz) oder Weihrauch. Der Geschmack des Fleisches ist mehr oder weniger bitter.

### Mikroskopische Merkmale
Die Sporen sind fast rundlich bis breit eiförmig und warzig punktiert. Sie messen 7–8(9) × 5–6,5 µm und erscheinen unter dem Mikroskop gelblich-braun. Außerdem besitzt der Schleierling zahlreiche, echte Zystiden, die man sowohl auf der Lamellenschneide als auch auf den Lamellenflächen findet. Sie sind zylindrisch bis keulig oder spindelig bis mehr oder weniger flaschenförmig und ziemlich dickwandig. Bis zur Spitze sind sie oft gelb-körnig inkrustiert (Wände in Ammoniakwasser (NH4OH) gelblich) und messen 50–80 × 6–12 µm (an der Spitze 4–8 µm).

## Artabgrenzung
Der Olivgelbe Weihrauch-Schleimkopf ist von anderen Arten leicht zu unterscheiden. Kennzeichnend sind die auffälligen Zystiden, die fast runden Sporen, die blass olivgelbliche Färbung bei jungen Fruchtkörpern sowie der typische Geruch. Der Farbwechsel von Hut und Lamellen bei älteren Exemplaren kann problematisch sein, da dadurch die charakteristische Olivtönung junger Exemplare oft vollständig verloren geht.
Recht ähnlich kann der Ockergelbe Schleimkopf (Cortinarius amurceus) aussehen. Er hat keine Olivtöne und keinen Weihrauchgeruch. Ein etwas größerer Verwandter ist der Bittere Schleimkopf (C. infractus). Auch er kann mit seiner düster olivlichen Farbe recht ähnlich aussehen. Er wächst aber im Laubwald, vornehmlich bei Buchen. In der Untergattung Rauköpfe (Leprocybe) gibt es mit dem Grünen Raukopf (Cortinarius venetus) ebenfalls einen Schleierling mit mehr oder weniger grünlichen Farbtönen. Er kommt sowohl im Nadel- als auch im Laubwald vor.

## Ökologie und Verbreitung

Europäische Länder mit Fundnachweisen des Olivgelben Weihrauch-Schleimkopfs.
Legende:
Länder mit Fundmeldungen
Länder ohne Nachweise
keine Daten
außereuropäische Länder

Der Olivgelbe Weihrauch-Schleimkopf kommt in Nordamerika (USA, Kanada) und Europa vor. In Europa ist er weit verbreitet, aber als überwiegend boreale oder montane Art findet man ihn nur zerstreut. Er wurde sicher in Schottland nachgewiesen, die Funde in England (South Hampshire) sind unbestätigt. In den Niederlanden ist der Schleierling sehr selten. In Nordeuropa hingegen ist die Art häufig. In Finnland ist der Schleierling bis nach Lappland verbreitet, in Schweden findet man ihn bis zum 66., in Norwegen gar bis zum 69. Breitengrad. In Mittel- und Südeuropa wächst er überwiegend im Gebirge. In der Schweiz liegen 77 % der Fundorte über 1000 m, der höchstgelegene Fundort liegt 1950 m hoch. Auch in Österreich sind Fundorte überwiegend alpin und subalpin.
Der Olivgelbe Weihrauch-Schleimkopf ist wie alle Schleierlinge ein Mykorrhizapilz. In Deutschland, der Schweiz und Österreich ist er normalerweise an die Fichte gebunden. In Großbritannien soll er laut P. Orten überwiegend mit Birken und Kiefern vergesellschaftet sein. Man findet ihn dort oft zwischen Torfmoos und Sumpfmyrte. Er hat eine Vorliebe für feuchte, saure Standorte und moorige Böden. Die Fruchtkörper erscheinen einzeln bis gesellig von Juli bis Oktober.

## Systematik

### Taxonomie
Der Olivgelbe Weihrauch-Schleimkopf wurde erstmals 1801 durch Hendrik Persoon wissenschaftlich beschrieben. Persoon gab ihm den Namen Agaricus subtortus. Das lateinische Epitheton subtortus bedeutet etwas gedreht oder gewunden und bezieht sich auf den Stiel, der etwas gewunden sein soll. Der von Persoon eingeführte Name wurde 1821 durch E. Fries sanktioniert. 1838 stellte Fries das Taxon in die Gattung Cortinarius, sodass er seinen heute gültigen Namen erhielt. Daneben existieren zahlreiche homotypische Synonyme, die von den verschiedene Versuchen zeugen, die artenreiche Gattung Cortinarius in kleinere Einheiten aufzuspalten. Myxacium subtortum (Pers.) P. Kumm. (1871), Gomphos subtortus (Pers.) Kuntze (1891) und Phlegmacium subtortum (Pers.) Ricken (1915).

### Infragenetische Systematik
Traditionell wurden alle Schleierlinge mit relativ lebhaft gefärbten Fruchtkörpern, klebrigen bis schleimigen Hüten und einem trockenen Stiel in die Untergattung Phlegmacium gestellt. Eingeführt wurde das Taxon Phlegmacium 1821 durch E. Fries als eine Tribus des Genus Agaricus. 1838 machte Fries die Tribus zur Untergattung der Gattung Cortinarius. Für die Untergattung Phlegmacium wurden verschiedene Klassifikationssysteme vorgeschlagen. M. Moser stellte in seinem System C. subtortus zusammen mit C. infractus in die Sektion Amarescens M.Moser. Kennzeichen dieser Sektion waren: Fruchtkörper mit oliv-grünlicher Färbung, bitterer Geschmack und die mehr oder weniger runden Sporen. Abgesehen von den oben aufgeführten Merkmalen sind die Fruchtkörper von C. infractus und C. subtortus jedoch morphologisch ziemlich unterschiedlich. Vor allem besitzt C. subtortus echte, inkrustierte Zystidien.
Daher stellten Brandrud et al. in ihrer „Cortinarius Flora Photographica“ die beiden Schleimköpfe in unterschiedliche Sektionen, in die Sektion Infracti Kühn. & Romagn. ex Brandr. & Melot und in die Sektion Subtorti Brandr. & Melot. Diese Ansicht wird durch neuere molekularphylogenetische Untersuchungen unterstützt, die zeigen, dass die beiden vermeintlich verwandten Schleimköpfe zu zwei völlig unterschiedlichen Entwicklungslinien gehören.
Auch bei chemotaxonomischen Untersuchungen, in denen die chemische Zusammensetzung von Indolalkaloiden in den Fruchtkörpern der beiden Arten verglichen wurde, konnte keine nähere Verwandtschaft festgestellt werden. Während C. infractus Alkaloide der β-Carbolin-1-Propionsäure-Gruppe enthält, konnten diese Alkaloide bei C. subtortus nicht nachgewiesen werden.
In einer Revision der Schleierlinge aus dem Jahr 2022 wurde anhand phylogenetischer Untersuchungen festgestellt, dass Arten der Sektion Subtorti vermutlich nahe mit Arten der Sektion Camphorati verwandt sind, die innerhalb der Untergattung Cortinarius subgen. Camphorati stehen. Deshalb zählt auch Cortinarius subtortus vermutlich zu dieser Untergattung, auch wenn der Stammbaum ohne Unterstützung erstellt wurde und weitere Forschungen diese Einordnung noch bestätigen müssen. Cortinarius infractus gehört dagegen einer eigenen Untergattung an, Cortinarius subgen. Infracti.

## Bedeutung
Der mehr oder weniger bitter schmeckende Pilz ist ungenießbar.